# Locomotiva kkStB 88
Le locomotive kkStB 88 erano locotender a vapore delle ferrovie imperial regie statali dell'Austria.

## Storia
Le locomotive erano state prodotte dalla fabbrica di locomotive Krauss di Linz tra il 1882 e il 1885 in due versioni leggermente differenti per effettuare i servizi locali con economia; a tal proposito venne scelto il rodiggio 0-2-0.
In seguito alla sconfitta dell'Impero austro-ungarico nella prima guerra mondiale dopo il 1918 le macchine vennero ripartite tra PKP, JDŽ e CFR.
Un piccolo gruppo pervenne anche alle FS e alle ČSD (come gruppo 222.0).
Dieci unità passarono alle "nuove" ferrovie austriache BBÖ ove rimasero fino al 1929. Le locomotive nel complesso non superarono gli anni venti ad eccezione di 4 unità "cecoslovacche" che vennero demolite alla fine della seconda guerra mondiale.